# 島眞一
島 眞一（しま しんいち, Shin-ichi SHIMA, 1942年 – 2008年11月30日）は、東京都出身の画家。武蔵野美術大学卒業。武蔵野美術大学教授。

## 経歴
1942年に東京都台東区根岸に生まれ、7歳の時に国立市に引っ越した。1966年に武蔵野美術大学造形学部美術科彫刻専攻を卒業。卒業制作は大学に買い上げられている。同1966年に美術科助手に就任し、1971年まで武蔵野美術大学で助手を務めた。
助手の任期を終えた1971年には美術研修を目的としてスペインに渡り、マドリード、クエンカ、バレンシアなどで精力的に作品を制作して個展やグループ展を行った。作品制作に加えて、アルタミラ洞窟壁画からスペインの現代美術に至るまでのスペイン絵画の特質について研究している。
1985年に日本に帰国して千葉市に居住。スペインではモノクロームに近い抽象画を描いていたが、次第に作風が変化していき、日本帰国後初の個展には荒削りなアントニ・タピエスの影響を残しながらも繊細で理知的な作品を出品している。日本では東京・日本橋の日本画廊と名古屋市のギャラリーA.C.Sを中心に、国立市の画廊岳、相模原市のギャルリヴェルジェでたびたび個展を開いた。
1987年に武蔵野美術大学通信教育課程油絵学科に着任し、1992年に武蔵野美術大学教授となった。1989年から1992年には千葉工業大学でも「芸術学」の講義を持っている。1994年から1995年には武蔵野美術大学の在外研究員として再びスペインを訪れ、ロマネスク美術を視察した。
2008年11月30日、癌のために死去。66歳没。2009年から2010年にはギャラリーA.C.S、国立市のコート・ギャラリー、日本画廊の3か所で追悼展が開催され、2012年には岐阜県池田町の極小美術館で島眞一展が開催された。

## 展覧会
- 1977年 : 在西日本人美術家選抜展
- 1978年 : 在西日本人美術家選抜展
- 1980年 : スペイン文化省主催 赤道ギニア国立近代美術館設立記念 スペインおよびラテンアメリカ芸術家展
- 1982年 : 第1回現代美術国際品評会(ARCO)
- 1986年 : 第3回むさしの展

出典 : 武蔵野美術大学

## 文献
- 前田常作・島眞一ほか『絵画 アートとは何か』武蔵野美術大学油絵学科研究室, 2002年
- 堀内貞明・島眞一ほか『絵画 素材・技法』武蔵野美術大学油絵学科研究室, 2002年
- 島眞一ほか『複合的表現 絵画からの展開』武蔵野美術大学出版局, 2005年